# Miglior giovane dell'anno della SPFA
Miglior giovane dell'anno della SPFA (in inglese SPFA Young Player of the Year) è un premio calcistico assegnato ai giovani calciatori della Scottish Premier League che si sono dimostrati delle rivelazioni. Il bulgaro Stilijan Petrov è stato il primo calciatore non scozzese a ricevere il premio
Il premio fu inaugurato nel 1978.
| Anno    | Giocatore        | Club                |
| ------- | ---------------- | ------------------- |
| 1977–78 | Graeme Payne     | Dundee Utd          |
| 1978–79 | Ray Stewart      | Dundee Utd          |
| 1979–80 | John MacDonald   | Rangers             |
| 1980–81 | Charlie Nicholas | Celtic              |
| 1981–82 | Frank McAvennie  | St. Mirren          |
| 1982–83 | Paul McStay      | Celtic              |
| 1983–84 | John Robertson   | Hearts              |
| 1984–85 | Craig Levein     | Hearts              |
| 1985–86 | Craig Levein     | Hearts              |
| 1986–87 | Robert Fleck     | Rangers             |
| 1987–88 | John Collins     | Hibernian           |
| 1988–89 | Billy McKinlay   | Dundee Utd          |
| 1989–90 | Scott Crabbe     | Hearts              |
| 1990–91 | Eoin Jess        | Aberdeen            |
| 1991–92 | Phil O'Donnell   | Motherwell          |
| 1992–93 | Eoin Jess        | Aberdeen            |
| 1993–94 | Phil O'Donnell   | Motherwell          |
| 1994–95 | Charlie Miller   | Rangers             |
| 1995–96 | Jackie McNamara  | Celtic              |
| 1996–97 | Robbie Winters   | Dundee Utd          |
| 1997–98 | Gary Naysmith    | Hearts              |
| 1998–99 | Barry Ferguson   | Rangers             |
| 1999–00 | Kenny Miller     | Hibernian           |
| 2000–01 | Stiliyan Petrov  | Celtic              |
| 2001–02 | Kevin McNaughton | Aberdeen            |
| 2002–03 | James McFadden   | Motherwell          |
| 2003–04 | Stephen Pearson  | Celtic              |
| 2004–05 | Derek Riordan    | Hibernian           |
| 2005–06 | Shaun Maloney    | Celtic              |
| 2006–07 | Steven Naismith  | Kilmarnock          |
| 2007–08 | Aiden McGeady    | Celtic              |
| 2008–09 | James McCarthy   | Hamilton Academical |
| 2009–10 | Danny Wilson     | Rangers             |
| 2010–11 | David Goodwillie | Dundee Utd          |
| 2011–12 | James Forrest    | Celtic              |
| 2012–13 | Leigh Griffiths  | Hibernian           |
| 2013–14 | Andrew Robertson | Dundee Utd          |
| 2014-15 | Jason Denayer    | Celtic              |
| 2015-16 | Kieran Tierney   | Celtic              |
| 2016-17 | Kieran Tierney   | Celtic              |
| 2017-18 | Kieran Tierney   | Celtic              |

## Vittorie per nazione
- Scozia: 37
- Irlanda: 2
- Belgio: 1
- Bulgaria: 1

## Vittorie per club
- Celtic: 12
- Dundee United: 6
- Heart of Midlothian: 5
- Rangers: 5
- Hibernian: 4
- Aberdeen: 3
- Motherwell: 3
- Hamilton Academical: 1
- Kilmarnock: 1
- St. Mirren: 1